# Vegemite

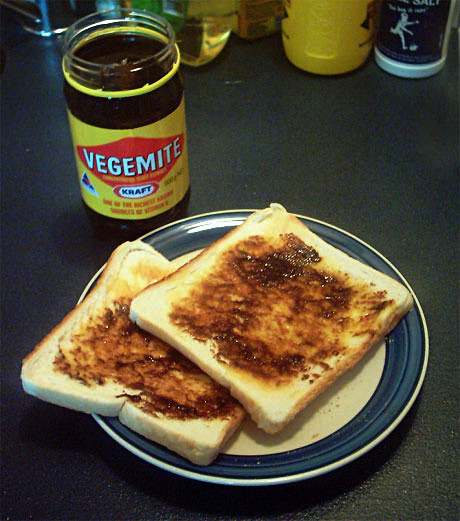
Vegemite sobre uma torrada.

Vegemite (AFI: ['vɛdʒɪˌmaɪt]) é a marca registada para uma pasta de untar de carácter alimentício, de cor castanha escura, de sabor salgado e elaborado a partir de extracto de levedura. Usa-se principalmente como ingrediente de untar nos sanduíches e torradas, embora existam receitas para que seja de vez em quando empregado na cozinha. É um elemento muito popular na Austrália e Nova Zelândia, e é tido como um dos alimentos nacionais da Austrália - pode ser encontrado em muitos locais onde haja comunidades de australianos, como por exemplo em Londres. O Dr. Cyril P. Callister, técnico de alimentação, inventou o produto Vegemite em 1923 e o seu patrão, ao serviço da companhia do australiano Walker de Fred, fez com que desenvolvesse uma pasta baseada num subproduto da levedura de cerveja quando depois da guerra se tinha interrompido a fonte de pastas de untar de levedura importadas.
A marca que fabrica e comercializa este produto na atualidade é a empresa Kraft Foods, uma multinacional dos Estados Unidos que faz parte do Altria Group com outras empresas. Na Europa o Vegemite australiano está disponível com alguma regularidade só em algumas lojas. No Brasil tem outra empresa que faz um extrato de levedura com o nome de Cenovit.

## Características
O Vegemite é feito a partir do extracto de levedura que existe como sobra da indústria cervejeira, pelo que é um subproduto da fabricação da cerveja. Ao produto são adicionados alguns ingredientes. O gosto é difícil de descrever precisamente, e das principais características é o de ser extremamente salgado e levemente amargo (um produto de gosto adquirido), de certa forma semelhante ao gosto de um caldo de carne. A textura é lisa, assemelhando-se à da margarina.
Enquanto é muito popular na Austrália e Nova Zelândia, nunca se pôs à venda com êxito noutras regiões. É notória a aversão que gera entre alguns estrangeiros. Não obstante, o Vegemite não é apreciado por todos os australianos mas é um símbolo culinário da Austrália. Está disponível em qualquer dos supermercados do país.

## História
Conta a história que o nome de Vegemite foi escolhido à sorte pela filha de Fred Walker, Sheilah, de um conjunto de sílabas em pedaços de papel que tirou de um chapéu. Este produto, já desde o seu nascimento, compete cada vez mais fortemente com a Marmite. Era conhecido entre 1928 e 1935 com o nome de “Parwill” permitindo um slogan publicitário que dizia: "Marmite but Parwill" — isso é, "Ma (mother) might not like the taste but I'm sure Pa (father) will." ("Marmita [não] mas Parwill"- ou seja, "a mamãe poderá não gostar do sabor, mas o papai sim"). Esta tentativa de ampliar quotas de mercado fracassou e o nome mudou de novo para Vegemite. Hoje em dia o Vegemite vende mais que o Marmite na Oceania.

## Preparação
O Vegemite pode-se untar muito finamente em conjunto com manteiga para ajudar a abrandar o gosto forte que tem, ou se pode servir com fatias de queijo derretido.

## Marca

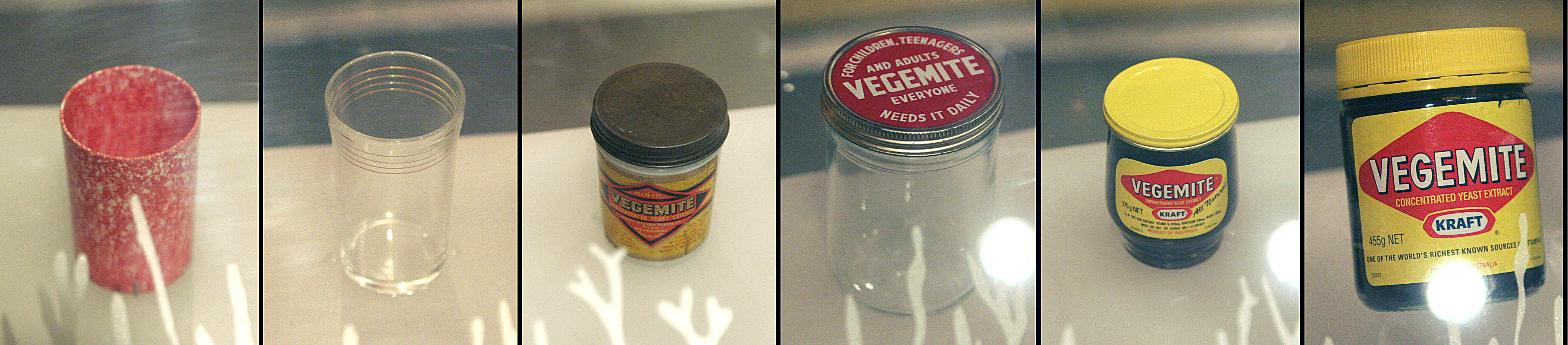
Diferentes embalagens de Vegemite - National Museum of Australia

O Vegemite cresceu em popularidade devido às campanhas de marketing que começaram em 1954, empregando grupos de gente sorridente, jovens atrativos de aparência sã etc., que cantavam canções populares com títulos como "We're happy little Vegemites" (Somos felizes vegemitas). Algumas das letras (em inglês) são:
We're hap-py lit-tle veg-e-mites
as bright as bright can be,
we all en-joy our Ve-ge-mite
for break-fast, lunch, and tea
our mum-mies say we're grow-ing stron-ger
eve-ry sin-gle week
be-cause we love our Ve-ge-mite
we all a-dore our Ve-ge-mite
it puts a rose in eve-ry cheek
(somos pequenos vegemitas felizes
tão radiantes como radiantes podemos ser
todos nós desfrutamos nosso Vegemite
para o café da manhã, almoço e lanche
nossas mamãs dizem que estamos mais fortes
a cada semana que passa
por isso gostamos do nosso Vegemite
todos nós adoramos o nosso Vegemite
põe uma rosa em cada bochecha)

## Na cultura popular
A banda de rock australiana Men at Work refere-se a um "sanduíche Vegemite" no segundo verso (estrofe) de seu hit de 1981 Down Under, de seu álbum de estreia Business as Usual.